# Taurisco di Tralles
Taurisco di Tralles (Tralles, ... – ...; fl. II secolo a.C.) è stato uno scultore greco antico di epoca ellenistica.
Secondo Plinio il vecchio, a Taurisco e suo fratello Apollonio può essere attribuita la realizzazione del gruppo scultoreo noto come il Toro Farnese, copia romana di età antonina (oggi conservata al Museo Archeologico di Napoli).